# Violette Szabo
Pour les articles homonymes, voir Violette (homonymie) et Szabo.
 (février 2025).
Violette Szabo, née le 26 juin 1921 à Levallois-Perret (France) et morte vers le 5 février 1945 au camp de Ravensbrück, est une résistante française et un agent secret britannique de la section F du Special Operations Executive (SOE) pendant la Seconde Guerre mondiale. Elle effectue deux missions en France occupée ; arrêtée, elle est déportée en camp de concentration et exécutée.
Avant son départ en mission, Leo Marks, le responsable des codes au SOE, lui offre le poème The Life That I Have pour coder ses messages radio envoyés de France à Londres.

## Identités
- État civil : Violette Reine Elizabeth Bushell, épouse Szabo.
- Comme agent du SOE, section F :
  - Nom de guerre (field name) : « Louise »
  - Nom de code opérationnel : Seamstress (en français couturière)
  - Faux papiers[1][source insuffisante] : (1) Corinne Reine Leroy, secrétaire, née le 26 juin 1921 à Bailleul, domiciliée 64, rue Thiers, Le Havre, 1,64 m, cheveux châtain, yeux marron ; (2) Mme Villeret, veuve d'un antiquaire nantais.
  - Autre pseudo : Vicky Taylor.
  - Surnom : La p'tite Anglaise.

Parcours militaire :
- Land Army, Fareham, Hampshire ; recrutement : 1940.
- ATS : recrutement : 11 septembre 1941 ; grade : private ; unités : 7 Heavy Anti-Aircraft Training Regiment, RA ; 481 HAA Battery, 137 HAA Regiment, RA.
- Women's Transport Service (F.A.N.Y.) ; septembre 1943
- SOE, Section F ; recrutée le 10 juillet 1943 ; grade : section leader, ensign ; matricule : F/29

## Famille
- Son père : Charles George Bushell, un Britannique, chauffeur de taxi.
- Sa mère : Reine Leroy, Française originaire de Quevauvillers, fille de Zéphyr Leroy, clerc de notaire chez Me Haeu, à Abbeville.
- Son mari : Étienne Michel René Szabo, 36 Pembridge Villas, Notting Hill, London W11 (tél. Bayswater 6188) (60145 Sgt-Mjr 1 Bn 13e demi-brigade de Légion étrangère, tué en Égypte le 24 octobre 1942 à l'âge de 32 ans). Mariage : le 21 août 1940 (Aldershot Registry Office).
- Sa fille : Tania Desirée Szabo, née le 8 juin 1942 au St Mary's Hospital, Paddington, Londres.

## Biographie

### Premières années
Violette Bushell naît le 26 juin 1921 à Levallois-Perret, à côté de Paris.
Elle suit l'école communale à Noyelles-sur-Mer. Peu après, sa famille s'installe à Londres. Violette Szabo étudie au Brixton Secondary School.

### Années 1940-1943
1940.
Le 14 juillet 1940, encouragée par ses parents, elle invite un soldat français à dîner. C'est Étienne Szabo, un lieutenant français des Forces françaises libres (13e demi-brigade de la Légion étrangère), d'ascendance hongroise. Ce fut un véritable coup de foudre entre Violette et Etienne et ils se marient le 21 août à Aldershot. Peu de temps après, l'unité d'Étienne est envoyée en Afrique du Nord.
1941.
Violette Szabo ne revoit Étienne qu'au bout d'un an, à l'été 1941, lors d'une permission d'une semaine à Liverpool. En septembre, elle s'engage dans l’Auxiliary Territorial Service (ATS) et devient opératrice de contrôle de tir dans la batterie anti-aérienne 481.
1942.
En avril 1942, elle quitte la batterie. Le 8 juin, sa fille Tania naît. Le 24 octobre, Étienne Szabo est tué lors de la Seconde bataille d'El Alamein. C'est ce qui amène Violette Szabo à accepter l'offre de recrutement du SOE.
1943.
En septembre 1943, jugée apte à la fonction d'agent secret, Szabo est engagée comme officier du First Aid Nursing Yeomanry (FANY). Elle reçoit l'entraînement complet des agents du SOE. Un accident mineur lors d'un entraînement au parachute retarde son envoi sur le terrain.

### Première mission en France, en avril 1944
Le 5 avril 1944, lors de sa première mission en France, elle est parachutée près de Cherbourg, avec Philippe Liewer, dont le réseau, aux alentours de Rouen, a été démantelé par les Allemands. Sous le nom de guerre « Louise », elle assure la fonction de courrier auprès de ce dernier. Pour aider à la reconstitution d'un nouveau groupe autour de Rouen, région stratégique à l'approche du débarquement, elle est amenée à voyager entre Paris et Rouen afin de prendre contact avec les membres résiduels du groupe de résistance et de les ramener à Paris. Elle transmet au SOE à Londres des rapports sur les usines fabriquant du matériel de guerre pour les Allemands, renseignements qui se révèlent précieux afin de fixer les cibles des bombardements. Le 30 avril, après cette première mission de trois semaines de reconnaissance, elle rentre en Angleterre avec Liewer, lors d'une récupération par un avion Lysander dans l'Indre.

### Deuxième mission en France, en juin 1944
Pour sa deuxième mission, l’équipe SALESMAN de Philippe Liewer est renvoyée en France juste après le débarquement. Grillée en Normandie depuis la première mission, c’est dans le Limousin que doit se dérouler sa mission, consistant à coordonner les maquis locaux en vue du sabotage des lignes de communication allemandes. Violette Szabo y est encore agent de liaison, avec le nom de guerre « Louise ».
En juin 1944, dans la nuit du 7 au 8, (jour J + 2), vers deux heures du matin, après une tentative infructueuse la nuit précédente, elle est parachutée d’un Consolidated B-24 Liberator au Clos de Sussac, avec le major anglais Staunton, chef de mission (en réalité Philippe Liewer « Hamlet »), le capitaine Bob Maloubier « Paco » et le lieutenant opérateur-radio américain de l’Office of Strategic Services (OSS), Jean-Claude Guiet. Ils sont hébergés à Sussac, dans la maison de Madame Ribiéras. Le 10 juin, près de Salon-la-Tour, elle tombe dans une embuscade tendue par une patrouille allemande (en fait des soldats du 1er bataillon du régiment « Deutschland », de la division SS Das Reich), qui recherche le major Helmut Kämpfe, qui avait été capturé près de Sauviat-sur-Vige entre Limoges et Guéret par les résistants de Jean Canou appartenant au groupe de Georges Guingouin d'ou un monument un menhir sur la commune de Moissannes conçu par l'artiste Sanfourche depuis 1986 pour rappeler la capture du major,,.

### Déportation
Elle fut emmenée à Limoges, à la villa Tivoli, façe au Champ de Juillet siège de la Gestapo, dont le chef est August Meier. Violette est interrogée par le capitaine SS Aurel Kowatsch du 2e bureau de la division, qui arrivait de Tulle ; il avait joué un rôle clé lors de la journée du 9 juin, dans le déroulement du tri des otages et des pendaisons au massacre de Tulle. Elle est ensuite amenée à Paris, avenue Foch, où elle est interrogée par le SS Sturmbannführer Hans Kieffer et elle subit plusieurs semaines d'interrogatoires brutaux sous l'autorité des services de Horst Kopkow. Mais elle ne parle pas.
Le 8 août, elle est déportée en Allemagne, au camp de concentration de Ravensbrück avec deux autres femmes du SOE, Lilian Rolfe (par le même convoi) et Denise Bloch (par le convoi du 15 août). Au cours du trajet en train vers Ravensbrück, une attaque aérienne survient. Les gardiens cherchent à se mettre à l'abri. Bien qu'enchaînée à un autre prisonnier, Violette Szabo parvient à apporter une bouteille d'eau à des officiers britanniques blessés. Elles restent trois semaines à Ravensbrück. Elles sont transférées ensuite à Torgau, un camp de travail d'où elles envisagent de s'évader, puis à Königsberg et de nouveau à Ravensbrück. Elles effectuent des travaux forcés, souffrent de malnutrition et d'épuisement.
En 1945, les armées alliées ont pénétré en Allemagne. Après la prise de Varsovie, les Russes avancent en Prusse Orientale.
Entre le 25 janvier et le 5 février 1945, Violette Szabo, Denise Bloch et Lilian Rolfe sont extraites de leur cellule et conduites dans une cour, derrière le four crématoire. Denise Bloch, très diminuée et Lilian Rolfe, qui souffre d'une pneumonie, doivent être portées sur des brancards. Violette Szabo peut marcher. Le commandant du camp, le SS Sturmbannführer Fritz Suhren, lit un ordre émanant de la direction des services de contre-espionnage à Berlin, prescrivant que les trois prisonnières « condamnées à mort » soient exécutées. Il ordonne au SS Scharführer Schülte de procéder aux exécutions. Schülte abat chaque femme d'une balle dans la nuque. Le médecin du camp, le SS Sturmführer Trommer, constate leur décès. Les corps sont aussitôt portés au four crématoire et incinérés.

## Distinctions
- Royaume-Uni
  - Membre de l'Order of the British Empire (MBE).
  - 1946 : Le 7 décembre, Violette Szabo reçoit la George Cross (GC) à titre posthume. C'est la seconde femme à la recevoir.
- France
  -  Croix de guerre 1939–1945, avec étoile de bronze (1947)
  -  Médaille de la Résistance française (décret du 25 janvier 1973)[14].

## Postérité

### Monuments et musées

#### France
- En tant que l'un des 104 agents de la section F du SOE morts pour la France, Violette Szabo est honorée au mémorial de Valençay, Indre.
- À Sussac, une stèle est élevée à sa mémoire, là même où elle a sauté le matin du 8 juin 1944.
- Il existe également une stèle à Salon-la-Tour, inaugurée en 2015 en présence de sa fille[15].
- Un panneau est consacré à Violette Szabo au musée de la Résistance de Peyrat-le-Château (Haute-Vienne).

#### Royaume-Uni
- Le Violette Szabo GC Museum a été inauguré le 26 juin 2000 à Herefordshire.
- Mémorial de Brookwood : panneau 26, colonne 3.
- Memorial, Lambeth Town Hall.
- Les Jersey War Tunnels à Saint-Laurent (Jersey) disposent d'une salle d'exposition permanente consacrée à Violette Szabo.

### Voies
- La commune de Noyelles-sur-Mer, où Violette Szabo a passé une partie de son enfance, a donné son nom à une rue.
- La commune de Pont-Remy (Somme) a apposé une plaque à son nom, là ou elle jouait pendant ses vacances scolaires chez sa tante. Tous les 8 mai, la commune commémore sa mémoire en déposant une gerbe.
- Il existe des rues au nom de Violette Szabo à Toulouse, Limoges, Ambazac et Condat-sur-Vienne[16].

### Œuvres d'art
- En 2001, une peinture murale dédiée à Violette Szabo a été inaugurée à Londres. Due à Brian Barnes, avec l'assistance des enfants de la Stockwell Park School, cette peinture se trouve au Stockwell War Memorial (Stockwell Road, Stockwell, South London), à l'extérieur de l'entrée d'un abri souterrain.
- En 2008, à Londres, a été dévoilée une sculpture représentant le buste de Violette Szabo. Ce bronze dû à Karen Newman est placé à l'extérieur du Lambeth Palace, sur le Albert Embankment de la Tamise, en face du Palais de Westminster.

### Cinéma
- Ses activités ont donné lieu au film Agent secret S.Z., basé sur le livre éponyme de R.J. Minney.

### Jeu vidéo
- Le jeu vidéo Velvet Assassin (2009) s'inspire de sa vie.